# Masters Tournament 2014
De Masters van 2014 wordt op Augusta gespeeld van 10 tot en met 12 april. Titelverdediger is Adam Scott.
Joost Luiten eindigde in 2013 als nummer 49 op de wereldranglijst en is dus zeker van deelname, Nicolas Colsaerts eindigde als nummer 68, Robert-Jan Derksen als nummer 232.

## Kwalificatie
De top-50 van de wereldranglijst (OWGR) en de top-30 van de Amerikaands FedEx Cup mogen meedoen en alle voormalige winnaars. Soms doen (te) oude ex-winnaars alleen maar mee om de sfeer, de nostalgie en het weer ontmoeten van oude vrienden. Tom Watson doet dit jaar voor de 40ste keer mee. 

Daarna wordt er gekeken wie de winnaars van bepaalde toernooien waren. Zo mogen de beste 4 (+ ties) van het laatste Brits Open, US Open en USPGA Kampioenschap meedoen, en de winnaars (indien zij nog amateur zijn) van het Brits Amateur, het US Amateur en het Azié-Pacific Amateur. Tegen het einde van 2013 waren al 89 deelnemers bekend. Ten slotte worden de spelers die de week voor het toernooi in de top-50 van de OWGR staan, uitgenodigd.
In 1966 deed een record aantal spelers mee: 103. De top-50 van de 2014 FedEx Cup krijgt ook een uitnodiging als ze nog niet op een andere manier voor een uitnodiging in aanmerking kwamen.

## Verslag
Het spelersveld heeft 97 spelers van zeer uiteenlopende leeftijden. In 2013 was de 14-jarige Tianlang Guan de jongste deelnemer ooit, in 2014 is de 19-jarige Matthew Fitzpatrick de jongste deelnemer. De oudste speler is de 64-jarige Tom Watson. De grote afwezige is Tiger Woods, hij moet aan zijn rug geopereerd worden.
De cut wordt gehaald door de beste 50 spelers en de spelers die 10 slagen of minder boven de leider staan.

### Ronde 1
Gary Player, Jack Nicklaus en Arnold Palmer starten het toernooi door ieder een bal af te slaan op de eerste tee. Joost Luiten speelt met Hunter Mahan en Marc Leishman, ze starten om 1:37 uur lokale tijd.
Jonas Blixt was al om 8 uur gestart; hij begon goed, na negen holes stond hij op -3 en zijn eindscore werd -2. Miguel Ángel Jiménez, net 50 jaar geworden, startte twee uren later, en stond na 9 holes met -4 aan de leiding, terwijl Sandy Lyle na vier holes al op -3 stond, maar op +4 eindigde.

### Ronde 2

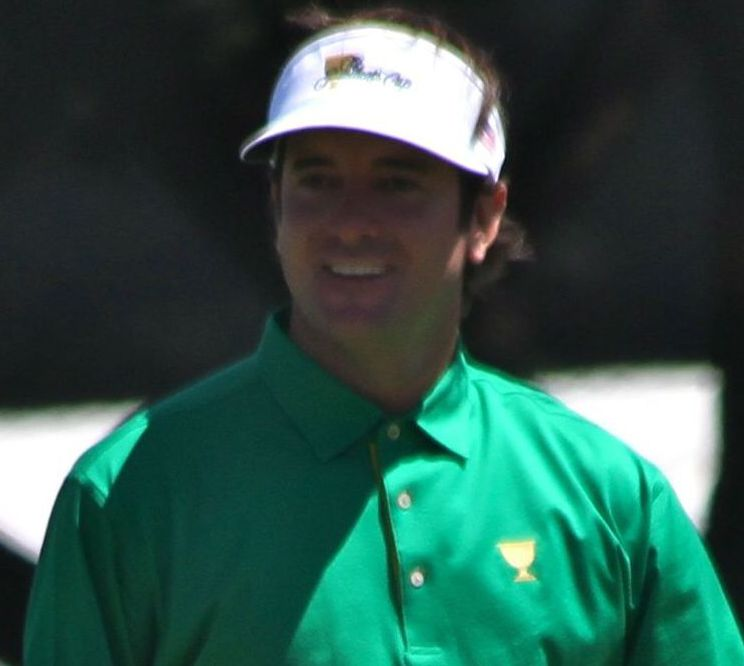
Bubba Watson, leider vanaf ronde 2

Bill Haas had z'n dag niet, maar Bubba Watson, die de Masters in 2012 won, John Senden en Thomas Bjørn maakten een ronde van 68. Slechts 13 spelers bleven onder par. Jordan Spieth, Rookie of the Year 2013, steeg met Blixt en Bjørn naar de 3de plaats. Elf voormalige winnaars doen het weeken nog mee. Joost Luiten maakte een ronde van 73 en staat nog net in de top-50. Nu de leider op -7 staat, mogen de spelers met een score van +3 (10 slagen meer dan de leider) ook het weekend spelen, maar alle spelers met +3 stonden al in de top-50. Amateur Oliver Goss, finalist van het US Amateur, haalde met +3 als enige amateur de cut.

### Ronde 3
Jordan Spieth begon 2014 met een 2de plaats bij het Hyundai Tournament of Champions in januari, een 4de plaats bij de AT&T Pebble Beach National Pro-Am  en een T5de plaats bij het WGC - Matchplay in februari en hier doet hij voor de eerste keer mee aan de Masters en deelt hij na ronde 3 de leiding met Bubba Watson.

### Ronde 4
Zeven spelers eindigden met een totaalscore onder par. Jordan Spieth maakte een laatste rond van 72 en moest genoegen nemen met de 2de plaats, want Bubba Watson deed het beter. Voor de tweede keer won Bubba de Masters en kreeg hij de beroemde groene blazer. 
Joost Luiten heeft de Masters met een mooie ronde van 67 afgesloten (dit bleef de beste dagscore), en is daarmee flink in het klassement gestegen.
| Naam                 | OWGR | Score R1 | Score R1 | Nr  | Score R2 | Score R2 | Totaal | Nr  | Score R3 | Score R3 | Totaal | Nr  | Score R4 | Score R4 | Totaal | Nr  |
| -------------------- | ---- | -------- | -------- | --- | -------- | -------- | ------ | --- | -------- | -------- | ------ | --- | -------- | -------- | ------ | --- |
| Bubba Watson         | 12   | 69       | -3       | T2  | 68       | -4       | -7     | 1   | 74       | +2       | -5     | T1  | 69       | -3       | -8     | 1   |
| Jordan Spieth        | 13   | 71       | -1       | T12 | 70       | -2       | -3     | T3  | 70       | -2       | -5     | T1  | 72       | par      | -5     | T2  |
| Jonas Blixt          | 56   | 70       | -2       | T5  | 71       | -1       | -3     | T3  | 71       | -1       | -4     | T3  | 71       | -1       | -5     | T2  |
| Miguel Ángel Jiménez | 40   | 71       | -1       | T12 | 76       | +4       | +3     | T37 | 66       | -6       | -3     | T5  | 71       | -1       | -4     | 4   |
| Matt Kuchar          | 7    | 73       | +1       | T27 | 71       | -1       | par    | T15 | 68       | -4       | -4     | T3  | 74       | +2       | -2     | T5  |
| Thomas Bjørn         | 29   | 73       | +1       | T27 | 68       | -4       | -3     | T3  | 73       | +1       | -2     | T7  | 74       | +2       | par    | T8  |
| John Senden          | 58   | 72       | par      | T18 | 68       | -4       | -4     | 2   | 75       | +3       | -1     | T10 | 73       | +1       | par    | T8  |
| Adam Scott           | 2    | 69       | -3       | T2  | 72       | par      | -3     | T3  | 76       | +4       | +1     | T16 | 72       | par      | +1     | T14 |
| Bill Haas            | 31   | 68       | -4       | 1   | 78       | +6       | +2     | T26 | 74       | +2       | +4     | T27 | 70       | -2       | +2     | T20 |
| Fred Couples         | 521  | 71       | -1       | T12 | 71       | -1       | -2     | T7  | 73       | +1       | -1     | T10 | 75       | +3       | +2     | T20 |
| Louis Oosthuizen     | 35   | 69       | -3       | T2  | 75       | +3       | par    | T15 | 75       | +3       | +3     | T24 | 72       | par      | +3     | 25  |
| Joost Luiten         | 45   | 75       | +3       | T53 | 73       | +1       | +4     | T46 | 77       | +5       | +9     | 50  | 67       | -5       | +4     | T26 |
| Oliver Goss (AM)     | =    | 76       | +4       | T58 | 71       | -1       | +3     | T37 | 76       | +4       | +7     | T42 | 75       | +3       | +10    | 49  |

| Leider |  | Toernooirecord |  | MC = missed cut = cut gemist |  | OWGR |

## Spelers
Sommige spelers horen in meerdere categorieën thuis, zij worden alleen in de hoogste categorie vermeld.
| Categorie 1Voormalige winnaars - Ángel Cabrera (2009) - Fred Couples (1992) - Ben Crenshaw (1984) - Trevor Immelman (2008) - Zach Johnson (2007) - Bernhard Langer (1985, 1993) - Sandy Lyle (1988) - Phil Mickelson (2004, 2006) - Larry Mize (1987) - José María Olazabal (1994, 1999) - Mark O'Meara (1998) - Charl Schwartzel (2011) - Adam Scott (2013) - Vijay Singh (2000) - Craig Stadler (1982) - Bubba Watson (2012) - Tom Watson (1977, 1981) - Mike Weir (2003) - Ian Woosnam (1991) Categorie 2Laatste 5 winnaars vh US Open - Justin Rose (2013) - Webb Simpson (2012) - Rory McIlroy (2011) - Graeme McDowell (2010) - Lucas Glover (2009) Categorie 3Laatste 5 winnaars vh Brits Open - Ernie Els (2002, 2012) - Darren Clarke (2011) - Louis Oosthuizen (2010) - Stewart Cink (2009) Categorie 4Laatste 5 winnaars vh US PGA - Jason Dufner (2013) - Keegan Bradley (2011) - Martin Kaymer (2010) - Yong-eun Yang (2009) Categorie 5Laatste 5 winnaars vh Players Championship - K.J. Choi (2011) - Matt Kuchar | Categorie 6Top-2 vh US Amateur - Matthew Fitzpatrick (winnaar) - Oliver Goss (finalist) Categorie 7Winnaar Brits Amateur '13 - Garrick Porteous Categorie 8Winnaar Asia-Pacific Amateur - Lee Chang-woo Categorie 9Winnaar Public Links Amateur - Jordan Niebrugge Categorie 10Mid-Amateur - Michael McCoy Categorie 11Top-12 Masters 2013 - Tim Clark - Jason Day - Sergio García - John Huh - Marc Leishman - Thorbjørn Olesen - Brandt Snedeker - Lee Westwood Categorie 12Top 4 US Open 2013 - Billy Horschel - Hunter Mahan Categorie 13Top-4 vh Brits Open 2013 - Henrik Stenson - Ian Poulter Categorie 14Top-4 vh USPGA 2013 - Jonas Blixt - Jim Furyk Categorie 15Winnaars PGA Tour 2013-2014 - Bae Sang-moon - Steven Bowditch - Ken Duke - Harris English D | - Derek Ernst - Matt Every - Bill Haas - Russell Henley - Dustin Johnson - Chris Kirk - Ryan Moore - Patrick Reed D - John Senden - Jordan Spieth D - Kevin Stadler - Scott Stallings - Jimmy Walker D - Boo Weekley Categorie 16Spelers vh Tour Championship 2013 - Roberto Castro - Brendon de Jonge - Graham DeLaet - Luke Donald - D.A. Points - Kevin Streelman - Steve Stricker - Nick Watney - Gary Woodland Categorie 17OWGR 2013 - Peter Hanson - Hideki Matsuyama - Thomas Bjørn - Jamie Donaldson - Victor Dubuisson D - Gonzalo Fernández-Castaño - Miguel Ángel Jiménez - Francesco Molinari - Rickie Fowler - Matteo Manassero - David Lynn - Thongchai Jaidee - Joost Luiten D - Branden Grace Categorie 18Top-50 vd OWGR per 31 maart 2014 - Stephen Gallacher Categorie 19Extra invitaties - n.v.t. |

D = debutant
 South African Open Championship ·
 Alfred Dunhill Championship ·
 Nedbank Golf Challenge ·
 Hong Kong Open ·
 Nelson Mandela Championship ·
 Volvo Golf Champions ·
 Abu Dhabi Golf Championship ·
 Commercialbank Qatar Masters ·
 Dubai Desert Classic ·
 Joburg Open ·
 Africa Open ·
 WGC-Accenture Match Play Championship ·
 Tshwane Open ·
 WGC-Cadillac Championship ·
 Trophée Hassan II ·
 EurAsia Cup ·
 NH Collection Open ·
 The Masters ·
 Maybank Malaysian Open ·
 Volvo China Open ·
 The Championship at Laguna National ·
 Madeira Islands Open ·
 Open de España ·
 BMW PGA Championship ·
 Nordea Masters ·
 Lyoness Open ·
 US Open ·
 Iers Open ·
 BMW International Open ·
 Open de France ·
 Scottish Open ·
 The Open Championship ·
 M2M Russian Open ·
 WGC-Bridgestone Invitational ·
 US PGA Championship ·
 Made in Denmark ·
 D+D Real Czech Masters ·
 Italiaans Open ·
 European Masters ·
 KLM Open ·
 Wales Open ·
 Ryder Cup ·
 Alfred Dunhill Links Championship ·
 Portugal Masters ·
 Volvo World Match Play Championship ·
 Perth International ·
 BMW Masters ·
 WGC-HSBC Champions ·
 Turks Open ·
 Dubai World Championship
1934 ·
1935 ·
1936 ·
1937 ·
1938 ·
1939 ·
1940 ·
1941 ·
1942 ·
1943 ·
1944 ·
1945 ·
1946 ·
1947 ·
1948 ·
1949 ·
1950 ·
1951 ·
1952 ·
1953 ·
1954 ·
1955 ·
1956 ·
1957 ·
1958 ·
1959 ·
1960 ·
1961 ·
1962 ·
1963 ·
1964 ·
1965 ·
1966 ·
1967 ·
1968 ·
1969 ·
1970 ·
1971 ·
1972 ·
1973 ·
1974 ·
1975 ·
1976 ·
1977 ·
1978 ·
1979 ·
1980 ·
1981 ·
1982 ·
1983 ·
1984 ·
1985 ·
1986 ·
1987 ·
1988 ·
1989 ·
1990 ·
1991 ·
1992 ·
1993 ·
1994 ·
1995 ·
1996 ·
1997 ·
1998 ·
1999 ·
2000 ·
2001 ·
2002 ·
2003 ·
2004 ·
2005 ·
2006 ·
2007 ·
2008 ·
2009 ·
2010 ·
2011 ·
2012 ·
2013 ·
2014 ·
2015 ·
2016 ·
2017 ·
2018 ·
2019 ·
2020